# الجثوم
الجثوم، هي قرية من فئة (ب) تقع في محافظة عفيف، والتابعة لمنطقة الرياض في السعودية. وتبعد الجثوم عن محافظة عفيف بمسافة تقارب () كم.